# فهرست نقش‌آفرینی‌های تام هنکس
تام هنکس بازیگر و فیلمساز آمریکایی است که فعالیت گسترده‌ای در سینما، تلویزیون و صحنه دارد. هنکس اولین بازیگری حرفه‌ای خود را روی صحنه با بازی در نقش گرومیو در یک محصول از گریت لیک تئاترز در سال ۱۹۷۷ با عنوان رام کردن زن سرکش انجام داد. او اولین فیلم خود را با نقش کوچکی در فیلم ترسناک می‌داند که تنها هستی در سال ۱۹۸۰ انجام داد. در همان سال، هنکس در سریال تلویزیونی دوستان بوسوم ظاهر شد، نقشی که منجر به حضور به عنوان مهمان در چندین برنامه از جمله روزهای خوش با ران هاوارد شد. هاوارد او را برای اولین نقش اصلی‌اش در فیلم کمدی رمانتیک فانتزی شلپ شلوپ انتخاب کرد. یکی از نقش‌های برجسته او در فیلم کمدی بزرگ (۱۹۸۸) بود که برای آن اولین نامزدی خود را برای جایزه اسکار بهترین بازیگر مرد به دست آورد.
در سال ۱۹۹۳، هنکس با مگ رایان در کمدی رمانتیک بی‌خواب در سیاتل با کارگردانی نورا افرون بازی کرد. بعداً در همان سال، او در درام فیلادلفیا در نقش یک وکیل همجنس‌گرا مبتلا به ایدز که در شرکت حقوقی‌اش با تبعیض مبارزه می‌کند، بازی کرد. هنکس برای بازی خود اولین جایزهٔ اسکار بهترین بازیگر مرد را دریافت کرد. او این کار را با کمدی-درام رمانتیک فارست گامپ در سال ۱۹۹۴ دنبال کرد و دومین جایزهٔ اسکار بهترین بازیگر مرد را دریافت کرد. او اولین کسی است که پس از اسپنسر تریسی در سال‌های ۱۹۳۷ و ۱۹۳۸ به این موفقیت دست یافته‌است. او در سال ۱۹۹۵ در نقش فضانورد جیم لاول در درام تاریخی آپولو ۱۳ به کارگردانی هاوارد ظاهر شد و علاوه بر آن صداپیشگی کلانتر وودی در فیلم پویانمایی داستان اسباب‌بازی (نقشی که او در سه دنبالهٔ آن تکرار کرد) را برعهده داشت.
هنکس اولین کار خود را به عنوان کارگردان و فیلمنامه‌نویس را با کمدی موزیکال آن کاری که می‌کنی! در ۱۹۹۶ انجام داد. در اواخر همان سال، او و گری گوتزمن شرکت تولید پلی‌تون را تأسیس کردند. هنکس در سال ۱۹۹۸ مینی‌سریال مستند از زمین به ماه را تهیه کرد که برندهٔ جایزه امی شد و در فیلم جنگی حماسی نجات سرباز رایان به کارگردانی استیون اسپیلبرگ بازی کرد که چهارمین نامزدی بهترین بازیگر مرد در جوایز اسکار را برای او به ارمغان آورد. او بعداً در همان سال دوباره با رایان و افرون برای کمدی رمانتیک ایمیل داری متحد شد. در سال ۲۰۰۰، هنکس در فیلم دورافتاده بازی کرد و جایزه گلدن گلوب بهترین بازیگر مرد فیلم درام و پنجمین نامزدی جایزهٔ اسکار بهترین بازیگر مرد را به دست آورد. در سال ۲۰۰۱، او مینی سریال جوخه برادران برندهٔ جایزه امی با مضمون جنگ جهانی دوم و کمدی رمانتیک عروسی یونانی پرریخت‌وپاش و بزرگ من را تهیه کرد. هنکس سال بعد در ۴۵ سالگی، جوانترین فردی شد که جایزه یک عمر دستاورد هنری را از انستیتوی فیلم آمریکا دریافت کرده‌است.
در سال ۲۰۰۶، او نقش پروفسور رابرت لنگدن را در رمز داوینچی از هاوارد بازی کرد که اقتباسی از کتاب پرفروشی به همین نام بود. در سال ۲۰۰۸ او کمدی موزیکال ماما میا! را تولید کرد و مینی‌سریال جان آدامز برنده جایزه امی شد. هنکس اولین بازی خود را در برادوی در سال ۲۰۱۳ در نمایشنامه مرد خوش‌شانس انجام داد که نامزدی جایزه تونی برای بهترین بازیگر نقش اول مرد را برای او به ارمغان آورد. او شخصیت تلویزیونی فرد راجرز را در درام ۲۰۱۹ روزی زیبا در محله بازی کرد که برای آن نامزد بهترین بازیگر نقش مکمل مرد در جوایز اسکار، جوایز فیلم بفتا و جوایز گلدن گلوب شد.

## فیلم
| سال  | عنوان                                           | به عنوان | به عنوان  | به عنوان                | به عنوان                                                                           | یادداشت                         | منبع          |
| سال  | عنوان                                           | بازیگر   | تهیه‌کننده | دیگر                    | نقش                                                                                | یادداشت                         | منبع          |
| ---- | ----------------------------------------------- | -------- | --------- | ----------------------- | ---------------------------------------------------------------------------------- | ------------------------------- | ------------- |
| ۱۹۸۰ | می‌داند که تنها هستی                             | آری      | نه        | نه                      | الیوت                                                                              |                                 | [ ۲ ]         |
| ۱۹۸۴ | شلپ شلوپ                                        | آری      | نه        | نه                      | آلن بائر                                                                           |                                 | [ ۳ ]         |
| ۱۹۸۴ | پارتی مجردی                                     | آری      | نه        | نه                      | ریک گاسکو                                                                          |                                 | [ ۲۲ ]        |
| ۱۹۸۵ | مردی با یک کفش قرمز                             | آری      | نه        | نه                      | ریچارد هارلن درو                                                                   |                                 | [ ۲۳ ]        |
| ۱۹۸۵ | داوطلبان                                        | آری      | نه        | نه                      | لارنس واتلی بورن سوم                                                               |                                 | [ ۲۴ ]        |
| ۱۹۸۶ | گودال پول                                       | آری      | نه        | نه                      | والتر فیلدینگ جونیور                                                               |                                 | [ ۲۵ ]        |
| ۱۹۸۶ | هیچ‌چیز مشترک                                    | آری      | نه        | نه                      | دیوید باسنر                                                                        |                                 | [ ۲۶ ]        |
| ۱۹۸۶ | هربار که بگوئیم خدانگهدار                       | آری      | نه        | نه                      | دیوید بردلی                                                                        |                                 | [ ۲۷ ]        |
| ۱۹۸۷ | دام                                             | آری      | نه        | نه                      | کارآگاه پپ استریبک                                                                 |                                 | [ ۲۸ ]        |
| ۱۹۸۸ | بزرگ                                            | آری      | نه        | نه                      | جاش باسکین                                                                         |                                 | [ ۲۹ ]        |
| ۱۹۸۸ | پانچ‌لاین                                        | آری      | نه        | نه                      | استیون گلد                                                                         |                                 | [ ۳۰ ]        |
| ۱۹۸۹ | حومه‌نشین‌ها                                      | آری      | نه        | نه                      | ری پترسون                                                                          |                                 | [ ۳۱ ]        |
| ۱۹۸۹ | ترنر و هوک                                      | آری      | نه        | نه                      | کارآگاه اسکات ترنر                                                                 |                                 | [ ۳۲ ]        |
| ۱۹۹۰ | جو در برابر آتشفشان                             | آری      | نه        | نه                      | جو بنکس                                                                            |                                 | [ ۳۳ ]        |
| ۱۹۹۰ | آتش غرور                                        | آری      | نه        | نه                      | شرمن مک کوی                                                                        |                                 | [ ۳۴ ]        |
| ۱۹۹۲ | بروشور رادیویی                                  | آری      | نه        | نه                      | مایک بزرگتر/راوی                                                                   | تک‌جلوه                          | [ ۳۵ ]        |
| ۱۹۹۲ | لیگ خودشان                                      | آری      | نه        | نه                      | جیمی دوگان                                                                         |                                 | [ ۳۶ ]        |
| ۱۹۹۳ | بی‌خواب در سیاتل                                 | آری      | نه        | نه                      | سام بالدوین                                                                        |                                 | [ ۳۷ ]        |
| ۱۹۹۳ | فیلادلفیا                                       | آری      | نه        | نه                      | اندرو بکت                                                                          |                                 | [ ۶ ]         |
| ۱۹۹۴ | فارست گامپ                                      | آری      | نه        | نه                      | فارست گامپ                                                                         |                                 | [ ۳۸ ]        |
| ۱۹۹۵ | آپولو ۱۳                                        | آری      | نه        | نه                      | جیمز لاول                                                                          |                                 | [ ۳۹ ]        |
| ۱۹۹۵ | داستان اسباب‌بازی                                | آری      | نه        | نه                      | کلانتر وودی                                                                        | نقش صدا                         | [ ۴۰ ]        |
| ۱۹۹۶ | آن کاری که می‌کنی!                               | آری      | نه        | کارگردان و فیلمنامه‌نویس | آقای وایت                                                                          |                                 | [ ۹ ]         |
| ۱۹۹۸ | نجات سرباز رایان                                | آری      | نه        | نه                      | کاپیتان جان اچ میلر                                                                |                                 | [ ۴۱ ]        |
| ۱۹۹۸ | ایمیل داری                                      | آری      | نه        | نه                      | جو فاکس                                                                            |                                 | [ ۴۲ ]        |
| ۱۹۹۹ | داستان اسباب‌بازی ۲                              | آری      | نه        | نه                      | کلانتر وودی                                                                        | نقش صدا                         | [ ۴۳ ]        |
| ۱۹۹۹ | مسیر سبز                                        | آری      | نه        | نه                      | پل اجکامب                                                                          |                                 | [ ۴۴ ]        |
| ۲۰۰۰ | دورافتاده                                       | آری      | آری       | نه                      | چاک نولاند                                                                         |                                 | [ ۴۵ ]        |
| ۲۰۰۲ | عروسی یونانی پرریخت‌وپاش و بزرگ من               | نه       | آری       | نه                      | —                                                                                  |                                 | [ ۴۶ ]        |
| ۲۰۰۲ | جاده‌ای به‌سوی تباهی                              | آری      | نه        | نه                      | مایکل سالیوان، پدر                                                                 |                                 | [ ۴۷ ]        |
| ۲۰۰۲ | اگه می‌تونی منو بگیر                             | آری      | نه        | نه                      | کارل هانرتی مأمور اف‌بی‌آی                                                           |                                 | [ ۴۸ ]        |
| ۲۰۰۴ | قاتلین پیرزن                                    | آری      | نه        | نه                      | پروفسور جی اچ دور                                                                  |                                 | [ ۴۹ ]        |
| ۲۰۰۴ | کانی و کارلا                                    | نه       | آری       | نه                      | —                                                                                  |                                 | [ ۵۰ ]        |
| ۲۰۰۴ | ترمینال                                         | آری      | نه        | نه                      | ویکتور ناوورسکی                                                                    |                                 | [ ۵۱ ]        |
| ۲۰۰۴ | الویس ساختمان را ترک کرد                        | آری      | نه        | نه                      | میل‌باکس الویس                                                                      | کامئو                           | [ ۵۲ ] [ ۵۳ ] |
| ۲۰۰۴ | قطار سریع‌السیر قطبی                             | آری      | آری       | نه                      | ویکتور ناوورسکی صندوق پست الویس رهبر ارکستر / پسر / پدر / اسکروج/ بابا نوئل / هوبو | ضبط صدا و حرکت تهیه‌کننده اجرایی | [ ۵۴ ]        |
| ۲۰۰۵ | دلتنگی باشکوه: قدم زدن روی ماه به صورت سه بعدی  | نه       | آری       | فیلمنامه‌نویس و راوی     | —                                                                                  | فقط آی‌مکس                       | [ ۵۵ ]        |
| ۲۰۰۶ | رمز داوینچی                                     | آری      | نه        | نه                      | استاد رابرت لنگدن                                                                  |                                 | [ ۵۶ ]        |
| ۲۰۰۶ | ماشین‌ها                                         | آری      | نه        | نه                      | وودی کار                                                                           | کامئو؛ نقش صدا                  | [ ۵۷ ]        |
| ۲۰۰۶ | مورچه‌کش                                         | نه       | آری       | نه                      | —                                                                                  |                                 | [ ۵۸ ]        |
| ۲۰۰۶ | استارتر برای ۱۰                                 | نه       | آری       | نه                      | —                                                                                  |                                 | [ ۵۹ ]        |
| ۲۰۰۷ | ایوان قادر مطلق                                 | نه       | آری       | نه                      | —                                                                                  | تهیه‌کننده اجرایی                | [ ۶۰ ]        |
| ۲۰۰۷ | جنگ چارلی ویلسون                                | آری      | آری       | نه                      | چارلی ویلسون                                                                       |                                 | [ ۶۱ ]        |
| ۲۰۰۷ | سیمپسون‌ها                                       | آری      | نه        | نه                      | خودش                                                                               | کامئو؛ نقش صدا                  | [ ۶۲ ]        |
| ۲۰۰۸ | ماما میا!                                       | نه       | آری       | نه                      | —                                                                                  | تهیه‌کننده اجرایی                | [ ۶۳ ]        |
| ۲۰۰۸ | شهر اخگر                                        | نه       | آری       | نه                      | —                                                                                  |                                 | [ ۶۴ ]        |
| ۲۰۰۹ | باک هوارد بزرگ                                  | آری      | آری       | نه                      | آقای گیبل                                                                          |                                 | [ ۶۵ ]        |
| ۲۰۰۹ | زندگی من در ویرانی                              | نه       | آری       | نه                      | —                                                                                  | تهیه‌کننده اجرایی                | [ ۶۶ ]        |
| ۲۰۰۹ | فرشتگان و شیاطین                                | آری      | نه        | نه                      | پروفسور رابرت لنگدون                                                               |                                 | [ ۶۷ ]        |
| ۲۰۰۹ | جایی که موجودات وحشی هستند                      | نه       | آری       | نه                      | —                                                                                  |                                 | [ ۶۸ ]        |
| ۲۰۰۹ | فراتر از تمام مرزها                             | نه       | آری       | راوی                    | —                                                                                  | فیلم کوتاه تهیه‌کننده اجرایی     | [ ۶۹ ]        |
| ۲۰۱۰ | داستان اسباب‌بازی ۳                              | آری      | نه        | نه                      | کلانتر وودی                                                                        | نقش صدا                         | [ ۷۰ ]        |
| ۲۰۱۱ | تعطیلات هاوایی                                  | آری      | نه        | نه                      | کلانتر وودی                                                                        | فیلم کوتاه؛ نقش صدا             | [ ۷۱ ]        |
| ۲۰۱۱ | لری کراون                                       | آری      | آری       | کارگردان و فیلمنامه‌نویس | لری کرون                                                                           |                                 | [ ۷۲ ]        |
| ۲۰۱۱ | ریزه میزه                                       | آری      | نه        | نه                      | کلانتر وودی                                                                        | فیلم کوتاه؛ نقش صدا             | [ ۷۳ ]        |
| ۲۰۱۱ | فوق‌العاده بلند و بیش از حد نزدیک                | آری      | نه        | نه                      | توماس شل جونیور                                                                    |                                 | [ ۷۴ ]        |
| ۲۰۱۲ | کلاود اطلس                                      | آری      | نه        | نه                      | دکتر هنری گوس/مدیر هتل/                                                            |                                 | [ ۷۵ ]        |
| ۲۰۱۲ | رکس پارتی جور کن                                | آری      | نه        | نه                      | آیزاک ساکس/درموت هاگینز/                                                           | فیلم کوتاه؛ نقش صدا             | [ ۷۶ ]        |
| ۲۰۱۳ | پارکلند                                         | نه       | آری       | نه                      | کاوندیش شبیه بازیگر/زاکری                                                          |                                 | [ ۷۷ ]        |
| ۲۰۱۳ | کاپیتان فیلیپس                                  | آری      | نه        | نه                      | کلانتر وودی                                                                        |                                 | [ ۷۸ ]        |
| ۲۰۱۳ | نجات آقای بنکس                                  | آری      | نه        | نه                      | والت دیزنی                                                                         |                                 | [ ۷۹ ]        |
| ۲۰۱۵ | پل جاسوس‌ها                                      | آری      | نه        | نه                      | جیمز داناوان                                                                       |                                 | [ ۸۰ ]        |
| ۲۰۱۵ | ایتاکا                                          | آری      | آری       | نه                      | آقای مکولی                                                                         | تهیه‌کننده اجرایی                | [ ۸۱ ] [ ۸۲ ] |
| ۲۰۱۶ | عروسی یونانی پرریخت‌وپاش و بزرگ من ۲             | نه       | آری       | نه                      | —                                                                                  | تهیه‌کننده                       | [ ۸۳ ]        |
| ۲۰۱۶ | هلوگرامی برای پادشاه                            | آری      | آری       | نه                      | آلن کلی                                                                            |                                 | [ ۸۴ ]        |
| ۲۰۱۶ | سالی                                            | آری      | نه        | نه                      | کاپیتان چسلی "سالی" سولنبرگر                                                       |                                 | [ ۸۵ ]        |
| ۲۰۱۶ | ماشین تحریر کالیفرنیا                           | آری      | نه        | نه                      | خودش                                                                               | مستند                           | [ ۸۶ ]        |
| ۲۰۱۶ | دوزخ                                            | آری      | نه        | نه                      | پروفسور رابرت لنگدون                                                               |                                 | [ ۸۷ ]        |
| ۲۰۱۷ | دایره                                           | آری      | آری       | نه                      | ایمون بیلی                                                                         |                                 | [ ۸۸ ] [ ۸۹ ] |
| ۲۰۱۷ | مارک فلت: مردی که کاخ سفید را به خاک سیاه نشاند | نه       | آری       | نه                      | —                                                                                  | تهیه‌کننده                       | [ ۹۰ ]        |
| ۲۰۱۷ | پست                                             | آری      | نه        | نه                      | بن برادلی                                                                          |                                 | [ ۹۱ ]        |
| ۲۰۱۸ | ماما میا! دوباره شروع کنیم                      | نه       | آری       | نه                      | —                                                                                  | تهیه‌کننده اجرایی                | [ ۹۲ ]        |
| ۲۰۱۹ | داستان اسباب‌بازی ۴                              | آری      | نه        | نه                      | کلانتر وودی                                                                        | نقش صدا                         | [ ۹۳ ]        |
| ۲۰۱۹ | روزی زیبا در محله                               | آری      | نه        | نه                      | فرد راجرز                                                                          |                                 | [ ۹۴ ]        |
| ۲۰۲۰ | سگ تازی                                         | آری      | نه        | فیلمنامه‌نویس            | فرمانده ارنست کراوز                                                                |                                 | [ ۹۵ ] [ ۹۶ ] |
| ۲۰۲۰ | بورات ۲                                         | آری      | نه        | نه                      | خودش                                                                               | کامئو                           | [ ۹۷ ]        |
| ۲۰۲۰ | اخبار جهان                                      | آری      | نه        | نه                      | کاپیتان جفرسون کایل کید                                                            |                                 | [ ۹۸ ]        |
| ۲۰۲۱ | فینچ                                            | آری      | نه        | نه                      | فینچ واینبرگ                                                                       |                                 | [ ۹۹ ]        |
| ۲۰۲۲ | الویس                                           | آری      | نه        | نه                      | کلنل تام پارکر                                                                     |                                 | [ ۱۰۰ ]       |
| ۲۰۲۲ | پینوکیو                                         | آری      | نه        | نه                      | ژپتو                                                                               |                                 | [ ۱۰۱ ]       |
| ۲۰۲۲ | مردی به نام اتو                                 | آری      | آری       | نه                      | اتو                                                                                |                                 | [ ۱۰۲ ]       |
| TBA  | استروید سیتی                                    | آری      | نه        | نه                      |                                                                                    |                                 | [ ۱۰۳ ]       |
| TBA  | طرح فنیقی                                       | آری      | نه        | نه                      |                                                                                    |                                 |               |

## تلویزیون
| سال(ها)    | عنوان                                     | به عنوان | به عنوان  | به عنوان                | به عنوان                              | یادداشت                                                                                        | منبع                                    |
| سال(ها)    | عنوان                                     | بازیگر   | تهیه‌کننده | دیگر                    | نقش(ها)                               | یادداشت                                                                                        | منبع                                    |
| ---------- | ----------------------------------------- | -------- | --------- | ----------------------- | ------------------------------------- | ---------------------------------------------------------------------------------------------- | --------------------------------------- |
| ۱۹۸۰       | قایق عشق                                  | آری      | نه        | نه                      | ریک مارتین                            | قسمت: «دوستان و عاشقان/گروهبان گاو/خانم مادر»                                                  | [ ۱۰۴ ]                                 |
| ۱۹۸۰–۱۹۸۲  | دوستان بوسوم                              | آری      | نه        | نه                      | کیپ/بافی ویلسون                       |                                                                                                | [ ۱۰۵ ] [ ۱۰۶ ]                         |
| ۱۹۸۲       | مارپیچ‌ها و هیولاها                        | آری      | نه        | نه                      | رابی ویلینگ                           | تله‌فیلم                                                                                        | [ ۱۰۷ ] [ ۱۰۸ ]                         |
| ۱۹۸۲       | تاکسی                                     | آری      | نه        | نه                      | گوردون                                | قسمت: «جاده نرفته: قسمت ۱»                                                                     | [ ۱۰۹ ]                                 |
| ۱۹۸۲       | روزهای خوش                                | آری      | نه        | نه                      | دکتر دواین توئیچل                     | قسمت: «یک مورد کوچک از انتقام»                                                                 | [ ۱۱۰ ] [ ۱۱۱ ]                         |
| ۱۹۸۳–۱۹۸۴  | ارتباط خانوادگی                           | آری      | نه        | نه                      | ند دانلی                              | قسمت: «فراری‌ها قسمت ۱ و ۲» قسمت: «بگو عمو»                                                     | [ ۱۱۲ ] [ ۱۱۳ ] [ ۱۱۴ ]                 |
| ۱۹۸۵–۲۰۲۰  | پخش زنده شنبه شب                          | آری      | نه        | میزبان                  | شخصیت‌های مختلف                        | ۱۰ بار به عنوان میزبان (۱۹۸۵–۲۰۲۰) ۹ بار به عنوان مهمان/کامئو (۲۰۰۱–۱۷)                        | [ ۱۱۵ ] [ ۱۱۶ ] [ ۱۱۷ ] [ ۱۱۸ ] [ ۱۱۹ ] |
| ۱۹۹۲       | قصه‌هایی از سردابه                         | آری      | نه        | کارگردان                | باکستر                                | قسمت: «هیچی جز قلب تنها»                                                                       | [ ۱۲۰ ]                                 |
| ۱۹۹۳       | فرشتگان سقوط‌کرده                          | آری      | نه        | کارگردان                | پسر مشکل‌ساز شماره ۱                   | قسمت: «منتظر خواهم ماند»                                                                       | [ ۱۲۱ ]                                 |
| ۱۹۹۳       | لیگ خودشان                                | نه       | نه        | کارگردان                | —                                     | قسمت: «نفرین میمون»                                                                            | [ ۱۲۲ ] [ ۱۲۳ ]                         |
| ۱۹۹۸       | از زمین تا ماه                            | آری      | آری       | کارگردان و فیلمنامه‌نویس | ژان لوک دسپون                         | «سفر به ماه» (بازیگر) «آیا می‌توانیم انجامش دهیم؟» (کارگردان) ۴ قسمت (نویسنده) تهیه‌کننده اجرایی | [ ۱۲۴ ] [ ۱۲۵ ] [ ۱۲۶ ]                 |
| ۲۰۰۰       | جنگ تیراندازی                             | نه       | نه        | راوی                    | —                                     | مستند                                                                                          | [ ۱۲۷ ]                                 |
| ۲۰۰۱       | جوخه برادران                              | آری      | آری       | کارگردان و فیلمنامه‌نویس | افسر بریتانیایی                       | مینی‌سریال تهیه‌کننده اجرایی «چهارراه» (کارگردان) «کورهی» (فیلمنامه‌نویس) کامئو                   | [ ۱۲۸ ] [ ۱۲۹ ] [ ۱۳۰ ] [ ۱۳۱ ] [ ۱۳۲ ] |
| ۲۰۰۱       | ما با هم تنها می‌ایستیم: مردان ایزی کمپانی | نه       | آری       | نه                      | —                                     | مستند تهیه‌کننده اجرایی                                                                         | [ ۱۳۳ ]                                 |
| ۲۰۰۲       | زندگی با بانی                             | آری      | نه        | نه                      | خودش                                  | قسمت: «چه می‌شود اگر»                                                                           | [ ۱۳۴ ]                                 |
| ۲۰۰۳       | آزادی: تاریخ ایالات متحده                 | آری      | نه        | نه                      | آبراهام لینکلن/چارلز ای. وود/دنیل بون | ۷ قسمت                                                                                         | [ ۱۳۵ ]                                 |
| ۲۰۰۶–۲۰۱۱  | عشق بزرگ                                  | نه       | آری       | نه                      | —                                     | تهیه‌کننده اجرایی                                                                               | [ ۱۳۶ ]                                 |
| ۲۰۱۰       | اقیانوس آرام                              | نه       | آری       | راوی                    | —                                     | مینی‌سریال؛ ۶ قسمت تهیه‌کننده اجرایی                                                             | [ ۱۳۷ ] [ ۱۳۸ ]                         |
| ۲۰۱۱       | ۳۰ راک                                    | آری      | نه        | نه                      | خودش                                  | کامئو                                                                                          | [ ۱۳۹ ]                                 |
| ۲۰۱۳       | کشتن لینکلن                               | نه       | نه        | راوی                    | —                                     | فیلم تلویزیونی                                                                                 | [ ۱۴۰ ]                                 |
| ۲۰۱۳       | داستان اسباب‌بازی ترور!                    | آری      | نه        | نه                      | کلانتر وودی                           | ویژه هالووین نقش صدا                                                                           | [ ۱۴۱ ]                                 |
| ۲۰۱۳       | ترور رئیس‌جمهور کندی                       | نه       | آری       | نه                      | —                                     | مستند تهیه‌کننده اجرایی                                                                         | [ ۱۴۲ ]                                 |
| ۲۰۱۴، ۲۰۱۷ | هفته پیش امشب با جان اولیور               | آری      | نه        | نه                      | خودش                                  | قسمت: «لاتاری» قسمت: «ریاست جمهوری دونالد ترامپ»                                               | [ ۱۴۳ ] [ ۱۴۴ ]                         |
| ۲۰۱۴       | دهه شصت‌ها                                 | نه       | آری       | نه                      | —                                     | سری مستند تهیه‌کننده اجرایی                                                                     | [ ۱۴۵ ]                                 |
| ۲۰۱۴       | آلیو کیتریج                               | نه       | آری       | نه                      | —                                     | مینی‌سریال تهیه‌کننده اجرایی                                                                     | [ ۱۴۶ ] [ ۱۴۷ ]                         |
| ۲۰۱۴       | بزرگ‌ترین رویداد در تاریخ تلویزیون         | آری      | نه        | نه                      | خودش                                  | کامئو                                                                                          | [ ۱۴۸ ]                                 |
| ۲۰۱۴       | داستان اسباب‌بازی که زمان فراموش کرد       | آری      | نه        | نه                      | کلانتر وودی                           | ویژه کریسمس نقش صدا                                                                            | [ ۱۴۹ ]                                 |
| ۲۰۱۵       | دهه هفتادی‌ها                              | نه       | آری       | نه                      | —                                     | سری مستند تهیه‌کننده اجرایی                                                                     | [ ۱۵۰ ]                                 |
| ۲۰۱۶       | دهه هشتادی‌ها                              | نه       | آری       | نه                      | —                                     | سری مستند تهیه‌کننده اجرایی                                                                     | [ ۱۵۱ ]                                 |
| ۲۰۱۶       | مایا و مارتی                              | آری      | نه        | نه                      | ژن فضانورد                            | ۱ قسمت                                                                                         | [ ۱۵۲ ]                                 |
| ۲۰۱۷       | دهه نودی‌ها                                | نه       | آری       | نه                      | —                                     | سری مستند تهیه‌کننده اجرایی                                                                     | [ ۱۵۳ ]                                 |
| ۲۰۱۷       | پویانمایی دیوید اس. پامپکین ویژه هالووین  | آری      | نه        | نه                      | دیوید اس. پاپمکین                     | ویژه تلویزیون نقش صدا                                                                          | [ ۱۵۴ ]                                 |
| ۲۰۱۸       | ۱۹۶۸: سالی که آمریکا را تغییر داد         | نه       | آری       | نه                      | —                                     | سری مستند تهیه‌کننده اجرایی                                                                     | [ ۱۵۵ ]                                 |
| ۲۰۱۸       | دهه ۲۰۰۰                                  | نه       | آری       | نه                      | —                                     | سری مستند تهیه‌کننده اجرایی                                                                     | [ ۱۵۶ ]                                 |
| ۲۰۱۹       | فیلم‌ها                                    | آری      | آری       | نه                      | —                                     | سری مستند تهیه‌کننده اجرایی                                                                     | [ ۱۵۷ ]                                 |

## صحنه
| سال  | عنوان               | تئاتر                     | نقش              | منبع                    |
| ---- | ------------------- | ------------------------- | ---------------- | ----------------------- |
| ۱۹۷۷ | رام کردن زن سرکش    | سالن اجتماعات لیکوود      | گرومیو           | [ ۱۵۸ ] [ ۱۵۹ ] [ ۱۶۰ ] |
| ۱۹۷۷ | هملت                | سالن اجتماعات لیکوود      | سرباز، رینالدو   | [ ۱۶۱ ]                 |
| ۱۹۷۸ | پولی                | سالن اجتماعات لیکوود      | هکر              |                         |
| ۱۹۷۸ | دو نجیب‌زاده ورونایی | سالن اجتماعات لیکوود      | پروتئوس          | [ ۱۶۲ ]                 |
| ۱۹۷۸ | جو وحشی             | سالن اجتماعات لیکوود      | موز              |                         |
| ۱۹۷۸ | پادشاه جان          | سالن اجتماعات لیکوود      | رابرت فالکونبریج |                         |
| ۱۹۷۹ | شب دوازدهم          | سالن اجتماعات لیکوود      | فابیان           |                         |
| ۱۹۷۹ | جونو و پیکاک        | سالن اجتماعات لیکوود      | جری دیوین        |                         |
| ۱۹۷۹ | آیا من مورد علاقه   | سالن اجتماعات لیکوود      | هارولد           |                         |
| ۱۹۷۹ | ماندراک             | تئاتر رودخانه کنار شکسپیر | کالیماکو         | [ ۱۶۳ ]                 |
| ۲۰۱۳ | آدم خوش شانس        | تئاتر برودهرست            | مایک مک آلاری    | [ ۱۶۴ ]                 |
| ۲۰۱۸ | هنری چهارم          | مرکز شکسپیر لس آنجلس      | سر جان فالستاف   | [ ۱۶۵ ]                 |